# Königsgarten 9
Das Haus Königsgarten 9 in der pfälzischen Kleinstadt Deidesheim ist ein ortsbildprägendes Gebäude, das unter Denkmalschutz steht.

## Lage
Das Haus liegt am Königsgarten im südlichen Teil Deidesheims, in den die Königsgartenstraße und die Bleichstraße einmünden. Östlich verläuft die Deutsche Weinstraße. Hier stand früher das „Landauer Tor“ der Stadtbefestigung mit Vortor und Zwinger.

## Gebäude
Das Haus ist ein Putzbau mit zwei Stockwerken, Sandsteingliederungen und einem Walmdach. Es wurde in den 1820er Jahren als eingeschossiges Gebäude errichtet und diente früher als Wohnhaus eines Weinguts. 1929 wurde es nach dem Bauplan des Architekten Wendel Kerbeck mit expressionistischen Motiven umgestaltet; der Eingang wurde von der Weinstraße zum Königsgarten verlegt und das Gebäude um ein weiteres Stockwerk ergänzt. Im Obergeschoss sind die Fenster mit typisch expressionistischen Gewänden versehen, auf der Ost- und Südseite ist je ein sehr flacher Erker angebracht.
Heute beherbergt das Haus ein Café.

## Erwähnenswertes
Im Keller dieses Hauses wurde von Carl Platz die Deidesheimer Weinbergspritze erfunden. Das Original ist heute im Deutschen Museum in München ausgestellt.